# 佐賀県道229号肥前鹿島停車場線
佐賀県道229号肥前鹿島停車場線（さがけんどう229ごう ひぜんかしまていしゃじょうせん）は、佐賀県鹿島市を通る一般県道である。

## 概要
鹿島市大字高津原のJR九州長崎本線 肥前鹿島駅から国道207号交点に至る。

### 路線データ
- 起点：佐賀県鹿島市大字高津原（JR九州長崎本線 肥前鹿島駅前、佐賀県道309号山浦肥前鹿島停車場線終点）
- 終点：佐賀県鹿島市大字高津原（肥前鹿島駅前交差点、国道207号交点）

## 地理

### 通過する自治体
- 鹿島市

### 交差する道路
| 交差する道路                      | 交差する場所 | 交差する場所              |
| --------------------------------- | ------------ | ------------------------- |
| 佐賀県道309号山浦肥前鹿島停車場線 | 大字高津原   | 起点                      |
| 国道207号                         | 大字高津原   | 肥前鹿島駅前交差点 / 終点 |

### 沿線
- 祐徳自動車 本社
- JR九州長崎本線 肥前鹿島駅
- 佐賀県立鹿島高等学校
  - 赤門学舎（旧佐賀県立鹿島高等学校、終点付近）
  - 大手門学舎（旧佐賀県立鹿島実業高等学校、終点付近）